# Tetrástrofo monorrimo
Un tetrástrofo monorrimo es un tipo de estrofa formada por un cuarteto de versos alejandrinos —esto es, de catorce sílabas— que contienen una sola rima, también llamada monorrimo AAAA BBBB. Al conjunto del poema se denomina cuaderna vía.
Su nombre proviene del griego Tetrástrofo (del latín tardío tetrastrŏphus, y este del griego τέτρα tétra, 'cuatro' y στροφή strophḗ, 'estrofa'.) y monorrimo (de mono- y rima).

## Historia
En los siglo XIII y XIV fue el tipo de estrofa que emplearon para escribir las obras que forman el Mester de Clerecía. La regularidad métrica se convierte en una marca culta y de dignidad artística. 
Muchos de nuestro poetas la utilizaron para escribir obras como Los Milagros de Nuestra Señora, Gonzalo de Berceo; El Libro de Buen Amor, del arcipreste de Hita, y también en las obras anónimas El Libro de Alexandre, Libro de Apolonio y el Poema de Fernán González.
Posteriormente se recupera en el modernismo y con la generación del 27; aunque con cambios, ya que no mantiene la monorrima.

## Ejemplos
Amigos e vasallos de Dios omnipotent,

si vós me escuchássedes por vuestro consiment,

querríavos contar un buen aveniment:

terrédeslo en cabo por bueno verament'.
Milagros de Nuestra Señora. Gonzalo de Berceo. (Siglo XIII).

En el nombre de Dios e de Santa María,

si ellos me guiassen estudiar querría,

componer un romançe de nueva maestría

del buen rey Apolonio e de su cortesía.
Libro de Apolonio. Anónimo. (Siglo XIII)

Palabra es del sabio e dízela Catón,

que omne a sus coidados, que tiene en coraçon,

entreponga plazeres e alegre razón,

que la mucha tristeza mucho pecado pon.
Libro de buen amor. Arcipreste de Hita. (Siglo XIV)

Si quieres amar dueñas o a cualquier mujer

muchas cosas tendrás primero que aprender

para que ella te quiera en amor acoger.

Primeramente mira qué mujer escoger.
Libro de buen amor - XIV